# Genovevabrunnen (Köln-Mülheim)

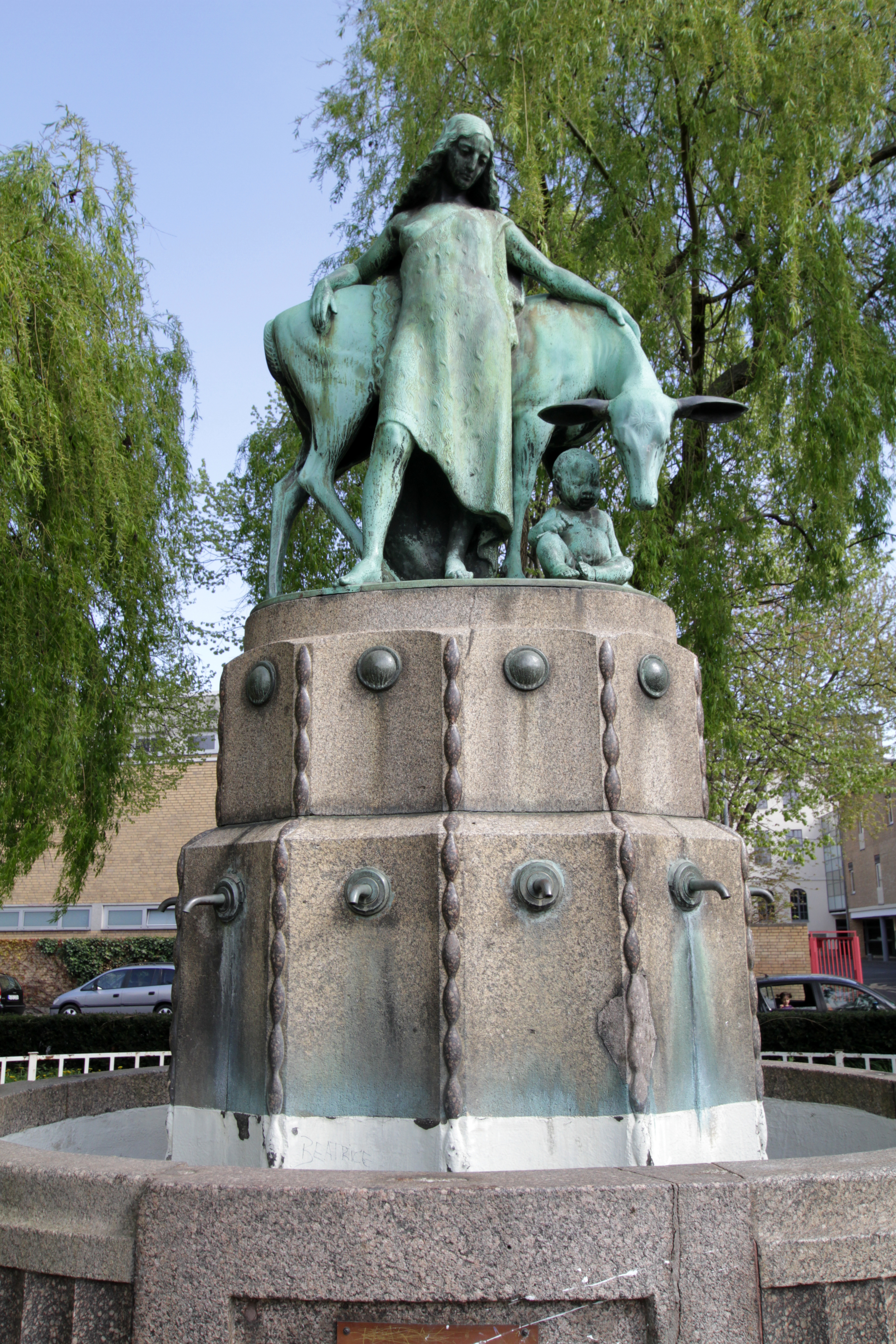
Brunnenstock mit Skulpturengruppe

Der Genoveva-Brunnen mit einer bekrönenden lebensgroßen Skulpturengruppe der Heiligen Genoveva mit Kind und Hirsch steht in Köln-Mülheim in einer Grünanlage zwischen der Genovevastraße und dem Clevischen Ring. Er ist namensgebend für die Genovevastraße, das dortige Gymnasium (ehemaliges Lyzeum der Stadt Mülheim) sowie das benachbarte Hallenbad an der Bergisch-Gladbacher Straße.
Die Brunnenanlage geht auf die Initiative des Mülheimer Stadtverordneten Michael Laufenberg zurück, der sich besonders für die Verschönerung Mülheims einsetzte. Er konnte die Witwe des Fabrikanten Heinrich Martin, Mitbegründer des Mülheimer Unternehmens Martin & Pagenstecher, für sein Vorhaben gewinnen, vor dem damaligen Lyzeum einen Brunnen zu errichten. Frau Martin beauftragte den Kölner Bildhauer und Kirchenmaler Adalbert Hertel, von dem das Kunstwerk im März 1914 fertiggestellt wurde. Von der Familie Martin wurde es der noch bis 31. März 1914 selbständigen Stadt Mülheim am Rhein als Stiftung übergeben.
Der Brunnen besaß an der Vorderseite des Beckens in einem heute leeren Feld eine erhaben gemeißelte Stifterinschrift, die auf alten Fotos erkennbar ist. Sie lautete: „Der Stadt Mülheim am Rhein gewidmet von Frau Heinrich Martin und ihren Söhnen Gustav (,?) Heinrich und Paul / März 1914“.
Der Brunnen war Teil der kurz vor dem Ersten Weltkrieg neu angelegten Straßen auf dem ehemaligen Eisenbahngelände zwischen der Altstadt und den Vorstädten von Mülheim. Zentrum der Neuerschließung bildete der Straßenzug des Clevischen Rings, der an den Enden mit einem Paar gleichartiger Brunnen, dem Handels- und dem Schifffahrtsbrunnen, geschmückt war. Die Grünanlage des dazwischen gelegenen Genovevabrunnens verband den Clevischen Ring mit dem neuen Lyzeumsbau.
Grünanlage und Brunnen wurden am 1. Juli 1980 unter der Adresse Genovevastraße o. Nr. in die Denkmalliste der Stadt Köln unter der Nr. 654 eingetragen. Im August 2015 wurde der Brunnen vom Regionalverband Köln des Rheinischen Vereins für Denkmalpflege und Landschaftsschutz als „Denkmal des Monats“ der Presse und Öffentlichkeit vorgestellt.
Im Herbst 2017 wurde der Brunnen nach Angaben der Stadt Köln mit Hilfe der Wilhelm H. Pickartz-Stiftung restauriert und wieder in Gang gesetzt.